# Isabelle Wéry
 (août 2021).
Si vous disposez d'ouvrages ou d'articles de référence ou si vous connaissez des sites web de qualité traitant du thème abordé ici, merci de compléter l'article en donnant les références utiles à sa vérifiabilité et en les liant à la section « Notes et références ».
Pour les articles homonymes, voir Wéry.
Isabelle Wéry est actrice et metteuse en scène née à Liège en Belgique. Elle écrit des textes pour la scène ainsi que des romans. 

## Biographie

### Actrice
Elle étudie le théâtre à l'INSAS dont elle sort en 1991. 
Son parcours est d'abord intimement lié au Théâtre de la Vie. Sa carrière s'épanouit ensuite entre sa Belgique natale et la France, mais elle a l'occasion de jouer ailleurs à l'étranger, notamment en Italie et au Royaume-Uni.
Son interprétation des Monologues du vagin d'Eve Ensler sur une mise en scène de Tilly la fait éclater au grand jour et lui fait gagner la notoriété dans son pays.
Elle est nommée à trois reprises pour le Prix de la critique belge dans la catégorie « Seul en scène ».
Elle est, épisodiquement, apparue au cinéma. Ses capacités s'étendent au chant.

### Dramaturge
Isabelle Wéry débute dans l'écriture avec La Mort du cochon, une pièce de music-hall, qui lui vaut sa première nomination au Prix du Théâtre.
Le Théâtre de la Vie lui donne l'occasion de mettre en scène ses deux autres œuvres : Mademoiselle Ari Nue et Juke-Box et Almanach.
En 2006, elle publie son premier roman Monsieur René. Le texte écrit au présent et à la forme radicalement originale, inspiré par elle-même et son mentor René Hainaux. Dans le livre, les deux comédiens deviennent respectivement Riri et René Hinaux.

## Œuvres
- Monsieur René, Éditions Labor, 2006, 149 p. (ISBN 978-2-8040-2196-2)
- Saisons culottes amis (Yvette's poems) (ill. Juan d'Oultremont), Éditions de Vinelande, 2010, 85 p. (ISBN 978-2-930595-01-6)
- Marilyn Désossée, MaelstrÖm reEvolution, 2013, 171 p. (ISBN 978-2-87505-150-9)
- Poney flottant : Coma augmenté, OnLit Éditions, 2018, 250 p. (ISBN 978-2-87560-104-9)
- Lily-Jane explose, Onlit Éditions, 2021, 10 p. (ISBN 978-2-87560-133-9)
- Rouge western, Au diable Vauvert, 2023, 281 p. (ISBN 979-10-307-0607-9)

## Théâtre
- 2006 : L'Illusion comique de Corneille, mise en scène Alain Bézu, au Théâtre des 2 Rives, Rouen.
- 2008 : Les Origines de la vie, avec Thomas Gunzig, au Théâtre de poche.

## Distinctions
- Prix de littérature de l'Union européenne  2013 pour Marilyn Désossée[5],[4]

## Sur quelques œuvres

### Marilyn désossée
Journal intime d'une jeune fille à trois époques de sa vie, cette œuvre a été traduite en une douzaine de langues. Le lecteur peut comparer ce roman à L'Avalée des avalés (1966, Réjean Ducharme), à Quand j'avais cinq ans je m'ai tué (1981, Howard Buten).